# ZFYVE19
ZFYVE19‏ (Zinc finger FYVE-type containing 19) هوَ بروتين يُشَفر بواسطة جين ZFYVE19 في الإنسان.